# S Ori 70
S Ori 70（S Ori J053810.1-023626、オリオン座S星70）は、T型褐色矮星と推定されている惑星質量天体である。最初に発見された自由浮遊惑星である。

## 概要
| 木星 | S Ori 70  |
| ---- | --------- |
| 木星 | Exoplanet |

S Ori 70は、2002年に発見された天体で、質量は木星の3倍、直径は1.6倍と推定され、地球から約1435光年離れた位置にある。オリオン座σ星星団の中にあり、位置的にオリオン座S星と近い。もし星団に属するならば、年齢は300万年と推定されている。大気中に金属を含んでおり、低重力であることから、太陽などとは大幅に性質が異なっている。観測から3年後の位置測定から、S Ori 70が単一のT型褐色矮星であるならば、もっと遠くにあることが推定される。